# Salvador Sánchez Barbudo
Salvador Sánchez Barbudo (Jerez de la Frontera, 14 de marzo de 1857-Roma, 28 de noviembre de 1917, fue un pintor español.

## Biografía
Con once años ingresó en el Instituto de Segunda Enseñanza de Jerez. A los diecinueve años se trasladó a Sevilla para estudiar en la Escuela Provincial de Bellas Artes. En 1878, con motivo de ampliar conocimientos, viajó a Madrid donde permaneció unos cuatro años.
En 1882 marchó a Roma apoyado por su mecenas,José Juan Fernández de Villavicencio, marqués del Castrillo, tomando contacto con Villegas de quien será amigo y discípulo. Contrajo matrimonio en Roma con Elena Monichelli.
En 1879 viaja a Tánger para desarrollar su obra junto a José Gallegos Arnosa.
Falleció en Roma en Roma el 28 de noviembre de 1917.
En 1997, el experto en arte, Juan M. Rodríguez Pardo, organizó en Jerez una exposición antológica de la obra de Sánchez Barbudo.  
Una calle de Jerez lleva su nombre.

## Obra

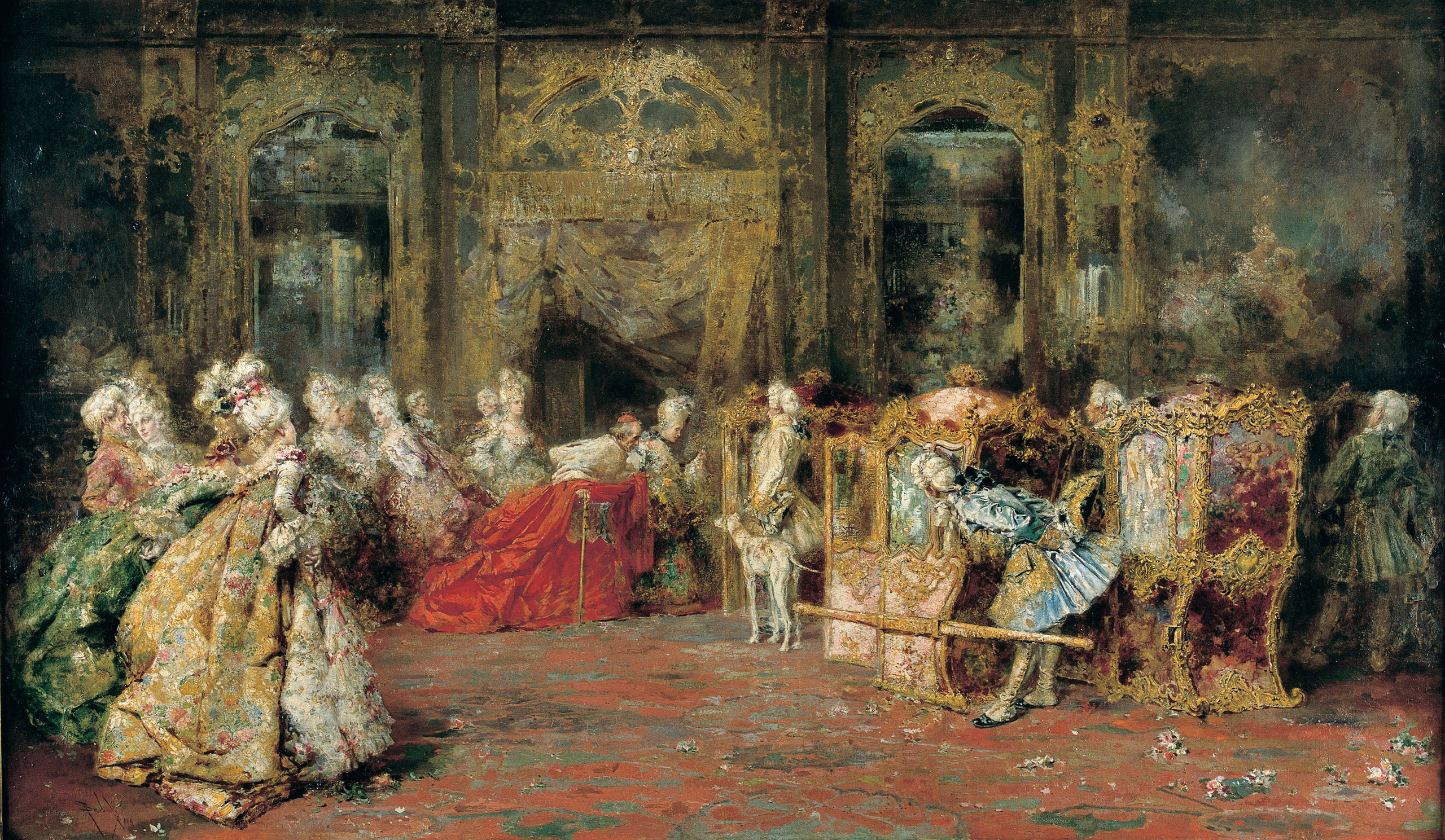
Recepción de un cardenal - Salvador Sánchez Barbudo

Trabajó en Sevilla, Londres y Roma. Cultivó el género histórico, así como las escenas costumbristas al estilo de Fortuny. Entre sus obras pueden citarse: La última escena de Hamlet (1884) con la que obtuvo la segunda medalla de la Exposición Nacional. Al igual que quiso sumarse a la temática orientalista tan popular entre los pintores del siglo XIX, seducido por el colorido y el exotismo Salvador Sánchez Barbudo reproduce en sus obras fiestas y costumbres típicas del pueblo árabe como se puede observar en su obra de 1900 La corrida de la pólvora, donde plasma en todo su fragor el movimiento frenético de las cabalgaduras al galope. Sin embargo, y a diferencia de otros pintores adscritos a esta temática orientalista, no consta que el pintor viajase nunca a África.

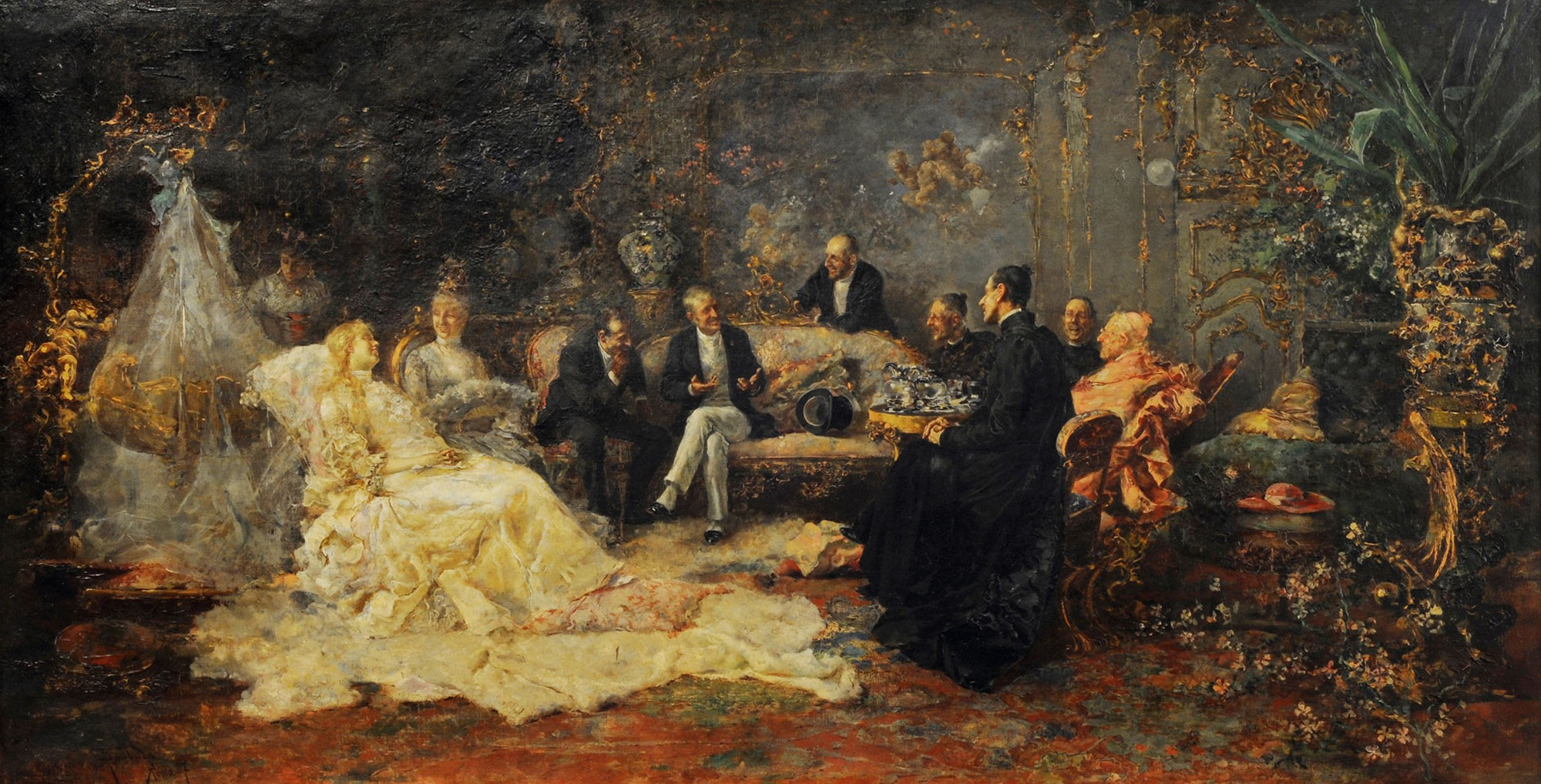
La convaleciente - Salvador Sánchez Barbudo